# مونتگومری ویلسون
مونتگومری ویلسون (انگلیسی: Montgomery Wilson؛ ۲۰ اوت ۱۹۰۹ – ۱۵ نوامبر ۱۹۶۴) اسکیت‌باز نمایشی اهل کانادا بود.